# Martin H. Greenberg
Martin Harry Greenberg (n. 1 martie 1941, South Beach⁠(d), Comitatul Indian River, Florida, SUA – d. 25 iunie 2011, Green Bay, Wisconsin, SUA) a fost un antologist și scriitor SF american.

## Biografia
Dr. Martin H. Greenberg s-a născut pe 1 martie 1941, ca fiu al lui Max și Mae Greenberg, în South Miami Beach, Florida. El a absolvit University of Miami, și-a luat doctoratul în științe politice la University of Connecticut în 1969 și a predat la University of Wisconsin, Green Bay, între 1975 și 1996. Prima sa antologie, Political Science Fiction, publicată în 1974 împreună cu Patricia Warrick, intenționa să fie un ghid. El a continuat să editeze antologii în cadrul seriei Through Science Fiction. Către sfârșitul anilor '70, Greenberg a început să lucreze cu Joseph D. Olander la antologii SF mai convenționale.
La începutul carierei sale, Greenberg a fost uneori confundat cu Martin Greenberg, editorul de la Gnome Press, dar a declarat în cadrul convențiilor SF și în unele dintre antologiile sale că nu există nicio legătură între ei. Isaac Asimov i-a sugerat să se prezinte ca "Martin H. Greenberg" sau "Martin Harry Greenberg", pentru a se diferenția de celălalt Martin Greenberg.
În 2005 a împărțit premiul special Prometheus cu Mark Tier pentru antologiile Give Me Liberty și Visions of Liberty.
În general, Greenberg s-a asociat cu un alt editor, împărțind munca de selecționare a povestirilor, de editare, de stabilire a drepturilor de autor și de rezolvare a problemelor de remunerare a autorilor. Printre colaboratorii principali se numără Isaac Asimov (127 antologii), Charles G. Waugh, Jane Yolen și Robert Silverberg.
În 2009 a primit unul dintre primele trei premii Solstice oferite de Science Fiction and Fantasy Writers of America ca recunoaștere a contribuției sale în domeniul science fiction.
Greenberg a decedat în Green Bay, Wisconsin pe 25 iunie 2011, fiind bolnav de cancer.

### Serii de ficțiune

#### Minunatele lumi fantasy ale lui Isaac Asimov - cuIsaac AsimovșiCharles G. Waugh
| - Wizards (1983) - Witches (1984) - Isaac Asimov's Magical Worlds of Fantasy: Witches & Wizards (1985) - ediție omnibus care cuprinde volumele anterioare - Cosmic Knights (1985) - Spells (1985) - Giants (1985) | - Mythical Beasties (1986) - Magical Wishes (1986) - Devils (1987) - Atlantis (1988) - Ghosts(1988) - Curses (1989) - Faeries (1991) |

#### Libertate - cuMark Tier
| - Give Me Liberty (2003) - Visions of Liberty (2004) | - Freedom! (2006) - ediție omnibus care cuprinde volumele anterioare |

#### Cum ar fi arătat - cuGregory Benford
| - Alternate Empires (1989) - Alternate Heroes (1989) - What Might Have Been: Volumes 1 & 2: Alternate Empires / Alternate Heroes(1990) - ediție omnibus care cuprinde volumele anterioare | - Alternate Wars (1991) - Alternate Americas (1992) - What Might Have Been: Volumes 3 & 4: Alternate Wars / Alternate Americas (1992) - ediție omnibus care cuprinde volumele anterioare |

#### Young... - cu Isaac Asimov și Charles G. Waugh
| - Young Extraterrestrials (1984) - Young Mutants (1984) - Young Monsters (1985) | - Young Star Travelers (1986) - Young Witches & Warlocks (1987) - Asimov's Ghosts & Monsters (1988) - ediție omnibus |

### Romane
- Deepak Chopra's Lords of Light (1999) - cu Deepak Chopra

### Omnibus
- The Seven Deadly Sins and Cardinal Virtues of Science Fiction (1982) - cu Isaac Asimov și Charles G. Waugh

### Serii de antologii

#### Cele mai bune povestiri polițiste - cuEd Gorman
| - The World's Finest Mystery and Crime Stories: Fourth Annual Collection (2003) | - The World's Finest Mystery and Crime Stories: Fifth Annual Collection (2004) |

#### Fantastic
| - Horse Fantastic (1991) - cu Rosalind M. Greenberg - Dragon Fantastic (1992) - cu Rosalind M. Greenberg - Dinosaur Fantastic (1993) - cu Mike Resnick - Witch Fantastic (1995) - cu Mike Resnick - Castle Fantastic (1996) - cu John DeChancie - Tarot Fantastic (1997) - cu Lawrence Schimel - Zodiac Fantastic (1997) - cu A. R. Morlan - Elf Fantastic (1997) - Wizard Fantastic (1997) - Camelot Fantastic (1998) - cu Lawrence Schimel - Civil War Fantastic (2000) - Spell Fantastic (2000) - cu Larry Segriff - Warrior Fantastic (2000) - cu John Helfers | - Assassin Fantastic (2001) - cu Alexander Potter - Knight Fantastic (2002) - cu John Helfers - Apprentice Fantastic (2002) - cu Russell Davis - Pharaoh Fantastic (2002) - cu Brittiany A. Koren - Fate Fantastic (2007) - cu Daniel M. Hoyt - Fellowship Fantastic (2008) - cu Kerrie Hughes - Gamer Fantastic (2009) - cu Kerrie Hughes - Catfantastic - cu Andre Norton - Catfantastic: Nine Lives and Fifteen Tales (1989) - Catfantastic II (1991) - Catfantastic III (1994) - Catfantastic IV (1996) - Catfantastic V (1999) |

#### Star*Drive
- Starfall (1999)

#### Cele mai bune povestiri SF - cu Isaac Asimov
| - The Great Science Fiction Stories Volume 1, 1939 (1979) - The Great Science Fiction Stories Volume 2, 1940 (1979) - The Great Science Fiction Stories Volume 3, 1941 (1980) - The Great Science Fiction Stories Volume 4, 1942 (1980) - The Great Science Fiction Stories Volume 5, 1943 (1981) - The Great Science Fiction Stories Volume 6, 1944 (1981) - The Great Science Fiction Stories Volume 7, 1945(1982) - The Great Science Fiction Stories Volume 8, 1946 (1982) - The Great Science Fiction Stories Volume 9, 1947 (1983) - The Great Science Fiction Stories Volume 10, 1948 (1983) - The Great Science Fiction Stories Volume 11, 1949 (1984) - The Great SF Stories 12 (1950) (1984) - The Great SF Stories #13 (1951) (1985) - The Great SF Stories #14 (1952) (1986) - The Great SF Stories #15 (1953) (1986) - The Great SF Stories #16 (1954) (1987) - The Great SF Stories #17 (1955) (1988) - The Great SF Stories #18 (1956) (1988) - The Great SF Stories #19 (1957) (1989) | - The Great SF Stories #20 (1958) (1990) - The Great SF Stories #21 (1959) (1990) - The Great SF Stories #22 (1960) (1991) - The Great SF Stories #23 (1961) (1991) - The Great SF Stories #24 (1962) (1992) - The Great SF Stories #25 (1963) (1992) - Robert Silverberg Presents the Great SF Stories: 1964 (2002) - singura realizată cu Robert Silverberg în locul lui Asimov - Golden Years of SF - Isaac Asimov Presents The Golden Years of Science Fiction (1983) - The Golden Years of Science Fiction (Second Series) (1983) - Isaac Asimov Presents The Golden Years of Science Fiction: Third Series(1984) - The Golden Years of Science Fiction: Fourth Series (1984) - The Golden Years of Science Fiction: Fifth Series (1985) - Isaac Asimov Presents the Golden Years of Science Fiction: Sixth Series (1988) |

#### Universul lui Isaac
| - The Diplomacy Guild (1990) - Phases in Chaos (1991) | - Unnatural Diplomacy (1992) |

#### Noii câștigători aipremiului Hugo- cu Isaac Asimov
| - The New Hugo Winners (1989) | - The New Hugo Winners, Volume II (1992) |

#### Love in Vein
- Love in Vein (1994) - cu Poppy Z. Brite

#### Fanteziile lumii
| - Grails: Quests, Visitations and Other Occurrences (1992) - cu Richard Gilliam și Edward E. Kramer | - South From Midnight (1994) - cu Richard Gilliam și Thomas R. Hanlon |

#### Fobii - cu Richard Gilliam,Wendy Webbși Edward E. Kramer
| - Phobias: Stories of Your Deepest Fears (1994) | - More Phobias: Stories of Unparalled Paranoia (1995) |

#### Sisters in Fantasy - cuSusan Shwartz
| - Sisters in Fantasy (1995) | - Sisters in Fantasy 2 (1996) |

#### Alte aventuri
| - The Further Adventures of Batman (1989) - The Further Adventures of The Joker (1990) - The Further Adventures of Batman Volume 2: Featuring the Penguin (1992) | - The Further Adventures of Superman (1993) - The Further Adventures of Wonder Woman (1993) - The Further Adventures of Batman Volume 3: Featuring Catwoman (1993) |

#### Barbarians
| - Barbarians (1986) - cu Robert Adams și Charles G. Waugh | - Barbarians II (1988) - cu Robert Adams și Pamela Crippen Adams |

#### The Mammoth Book of... - cu Isaac Asimov și Charles G. Waugh
| - The Mammoth Book of Classic Science Fiction: Short Novels of the 1930s (1988) - The Mammoth Book of Golden Age Science Fiction: Short Novels of the 1940s (1989) - The Mammoth Book of Vintage Science Fiction: Short Novels of the 1950s (1990) | - The Mammoth Book of New World Science Fiction: Short Novels of the 1960s (1991) - The Mammoth Book of Fantastic Science Fiction: Short Novels of the 1970s (1992) - The Mammoth Book of Modern Science Fiction: Short Novels of the 1980s (1993) |

#### Povestiri SF - cu Isaac Asimov și Charles G. Waugh
| - After the End (1981) - Thinking Machines (1981) - Travels Through Time (1981) - Wild Inventions (1981) - Earth Invaded (1982) - Mad Scientists (1982) | - Mutants (1982) - Tomorrow's TV (1982) - Children of the Future (1984) - Bug Awful (1984) - Time Warps (1984) - The Immortals (1984) |

#### Minunatele lumi SF ale lui Isaac Asimov - cu Isaac Asimov și Charles G. Waugh
| - Intergalactic Empires (1983) - The Science Fictional Olympics (1984) - Supermen (1984) - Comets (1986) - Tin Stars (1986) | - Neanderthals (1987) - Space Shuttles (1987) - Monsters (1988) - Robots (1989) - Invasions (1990) |

#### Câștigătoriipremiului Hugo
- The Super Hugos (1992) - cu Isaac Asimov

#### Începuturi - cuSteven H. Silver
| - Magical Beginnings (2003) - Wondrous Beginnings (2003) | - Horrible Beginnings (2003) |

#### Fantome americane - cuFrank D. McSherry, Jr.și Charles G. Waugh
| - Dixie Ghosts (1988) - Western Ghosts (1990) - Ghosts of the Heartland (1990) - Eastern Ghosts (1990) | - New England Ghosts (1990) - Hollywood Ghosts (1991) - More Dixie Ghosts (1994) |

#### 3000 - cu Charles G. Waugh
| - Bootcamp 3000 (1992) - Animal Brigade 3000 (1994) | - Commando Brigade 3000 (1994) - Monster Brigade 3000 (1996) |

#### UniversulBatman
| - Adventures of the Batman (1995) - Tales of the Batman (1995) | - Legends of the Batman (1997) |

#### Războiul zilei de mâine - cu Charles G. Waugh șiJoe Haldeman
| - Body Armor: 2000 (1986) - Supertanks (1987) | - Space-Fighters (1988) |

#### Vampirii americani - cuLawrence Schimel
| - Blood Lines: Vampire Stories from New England (1997) - Southern Blood: Vampire Stories from the American South (1997) | - Fields of Blood: Vampire Stories of the Heartland (1998) - Streets of Blood: Vampire Stories from New York City (1998) |

### Antologii
| - Anthropology Through Science Fiction (1974) - cu Patricia S. Warrick și Carol Mason - School and Society Through Science Fiction (1974) - cu Patricia S. Warrick și Joseph D. Olander - Introductory Psychology Through Science Fiction (1974) - cu Patricia S. Warrick și Harvey A. Katz - Political Science Fiction: An Introductory Reader (1974) - cu Patricia S. Warrick - Sociology Through Science Fiction (1974) - cu Patricia S. Warrick, Joseph D. Olander și John W. Milstead - American Government Through Science Fiction (1974) - cu Patricia S. Warrick și Joseph D. Olander - Social Problems Through Science Fiction (1975) - cu Patricia S. Warrick, Joseph D. Olander și John W. Milstead - The New Awareness (1975) - cu Patricia S. Warrick - Run to Starlight, Sports Through Science Fiction (1975) - cu Patricia S. Warrick și Joseph D. Olander - Marriage and the Family Through Science Fiction (1976) - cu Patricia S. Warrick, Joseph D. Olander și Val Clear - Tomorrow, Inc. (1976) - cu Joseph D. Olander - The City: 2000 A.D. (1976) - cu Joseph D. Olander și Ralph S. Clem - Criminal Justice Through Science Fiction (1977) - cu Joseph D. Olander - 100 Great Science Fiction Short Short Stories (1978) - cu Isaac Asimov și Joseph D. Olander - International Relations Through Science Fiction (1978) - cu Joseph D. Olander - Science Fiction: Contemporary Mythology: The SFWA-SFRA Anthology (1978) - cu Joseph D. Olander și Patricia S. Warrick - Time of Passage (1978) - cu Joseph D. Olander - Science Fiction of the Forties (1978) - cu Frederik Pohl și Joseph D. Olander - The 13 Crimes of Science Fiction (1979) - cu Charles G. Waugh și Isaac Asimov - Science Fiction of the Fifties (1979) - cu Joseph D. Olander - No Room for Man (1979) - cu Joseph D. Olander și Ralph S. Clem - Mysterious Visions (1979) - cu Joseph D. Olander și Charles G. Waugh - The Science Fictional Solar System (1979) - cu Isaac Asimov și Charles G. Waugh - Dawn of Time (1979) - cu Joseph D. Olander și Robert Silverberg - Car Sinister (1979) - cu Robert Silverberg și Joseph D. Olander - Neglected Visions (1979) - cu Joseph D. Olander și Barry N. Malzberg - The Arbor House Treasury of Great Science Fiction Short Novels (1980) - cu Robert Silverberg - The 7 Deadly Sins of Science Fiction (1980) - cu Isaac Asimov și Charles G. Waugh - Science Fiction Origins (1980) - cu William F. Nolan - Love 3000 (1980) - cu Charles G. Waugh - The Future in Question (1980) - cu Joseph D. Olander și Isaac Asimov - Galaxy: Thirty Years of Innovative Science Fiction (1980) - cu Frederik Pohl și Joseph D. Olander - The Arbor House Treasury of Modern Science Fiction (1980) - cu Robert Silverberg - Space Mail (1980) - cu Joseph D. Olander și Isaac Asimov - Microcosmic Tales(1980) - cu Joseph D. Olander și Isaac Asimov - The Great Science Fiction Series (1980) - cu Frederik Pohl și Joseph D. Olander - Fantastic Creatures (1981) - cu Isaac Asimov și Charles G. Waugh - Isaac Asimov Presents the Best Science Fiction of the 19th Century (1981) - cu Isaac Asimov și Charles G. Waugh - The Magazine of Fantasy and Science Fiction, April 1965 (1981) - cu Edward L. Ferman - First Voyages (1981) - cu Damon Knight și Joseph D. Olander - Baseball 3000 (1981) - cu Frank D. McSherry, Jr. și Charles G. Waugh - 100 Malicious Little Mysteries (1981) - cu Isaac Asimov și Joseph D. Olander - The 7 Cardinal Virtues of Science Fiction (1981) - cu Isaac Asimov și Charles G. Waugh - Catastrophes! (1981) - cu Isaac Asimov și Charles G. Waugh - The Future I (1981) - cu Joseph D. Olander și Isaac Asimov - A Treasury of Modern Fantasy (1981) - cu Terry Carr - Isaac Asimov's Science Fiction Treasury (1981) - cu Joseph D. Olander și Isaac Asimov - The Arbor House Treasury of Horror and the Supernatural (1981) - cu Bill Pronzini și Barry N. Malzberg - The Arbor House Celebrity Book of Horror Stories (1982) - cu Charles G. Waugh - The Last Man on Earth(1982) - cu Isaac Asimov și Charles G. Waugh - Dragon Tales (1982) - cu Charles G. Waugh și Isaac Asimov - Flying Saucers (1982) - cu Isaac Asimov și Charles G. Waugh - Isaac Asimov Presents the Best Fantasy of the 19th Century (1982) - cu Isaac Asimov și Charles G. Waugh - Science Fiction A to Z (1982) - cu Isaac Asimov și Charles G. Waugh - TV:2000 (1982) - cu Isaac Asimov și Charles G. Waugh - Hollywood Unreel (1982) - cu Charles G. Waugh - The Seven Deadly Cardinal Virtues of Science Fiction (1982) - cu Isaac Asimov și Charles G. Waugh - Space Mail, Volume II (1982) - cu Charles G. Waugh și Isaac Asimov - The Science Fictional Dinosaur (1982) - cu Robert Silverberg și Charles G. Waugh - The Science Fiction Weight-Loss Book (1983) - cu Isaac Asimov și George R. R. Martin - Hallucination Orbit: Psychology in Science Fiction (1983) - cu Isaac Asimov și Charles G. Waugh - Those Amazing Electronic Thinking Machines! (1983) - cu Isaac Asimov și Charles G. Waugh - Creations: The Quest for Origins in Story and Science (1983) - cu Isaac Asimov și George Zebrowski - 13 Horrors of Halloween(1983) - cu Carol-Lynn Rössel Waugh și Isaac Asimov - Cults! (1983) - cu Charles G. Waugh - Computer Crimes and Capers (1983) - cu Isaac Asimov și Charles G. Waugh - Starships (1983) - cu Charles G. Waugh și Isaac Asimov - The Arbor House Treasury of Nobel Prize Winners (1983) - cu Charles Waugh - The Arbor House Treasury of Science Fiction Masterpieces (1983) - cu Robert Silverberg - Caught in the Organ Draft: Biology in Science Fiction (1983) - cu Isaac Asimov și Charles G. Waugh - Isaac Asimov Presents the Best Horror and Supernatural of the 19th Century (1983) - cu Isaac Asimov și Charles G. Waugh - The Fantasy Hall of Fame (1983) - cu Robert Silverberg - Election Day 2084: Science Fiction Stories About the Future of Politics (1984) - cu Isaac Asimov - 13 Short Fantasy Novels (1984) - cu Isaac Asimov și Charles G. Waugh - Machines That Think: The Best Science Fiction Stories About Robots and Computers (1984) - cu Isaac Asimov și Patricia S. Warrick - Sherlock Holmes Through Time and Space (1984) - cu Charles G. Waugh și Isaac Asimov - Isaac Asimov Presents the Best Science Fiction Firsts (1984) - cu Isaac Asimov și Charles G. Waugh - Murder on the Menu (1984) - cu Carol-Lynn Rössel Waugh și Isaac Asimov - Machines That Kill (1984) - cu Fred Saberhagen - Beyond Armageddon (1985) - cu Walter M. Miller, Jr. - Hitchcock in Prime Time (1985) - cu Francis M. Nevins, Jr. - Amazing Stories: 60 Years of the Best Science Fiction (1985) - cu Isaac Asimov - Great Science Fiction: Stories by the World's Great Scientists (1985) - cu Isaac Asimov și Charles G. Waugh - Young Ghosts (1985) - cu Isaac Asimov și Charles G. Waugh - A Treasury of American Horror Stories (1985) - cu Charles G. Waugh și Frank D. McSherry, Jr. - The Time Travelers: A Science Fiction Quartet (1985) - cu Robert Silverberg - Twilight Zone: The Original Stories (1985) - cu Richard Matheson și Charles G. Waugh - 13 Short Science Fiction Novels (1985) - cu Isaac Asimov și Charles G. Waugh - Mercenaries of Tomorrow (1985) - cu Poul Anderson și Charles G. Waugh - Best of the New Wave (1986) - cu Harlan Ellison și Arthur Byron Cover - Amazing Stories: Vision of Other Worlds (1986) - Alternative Histories (1986) - cu Charles G. Waugh - Terrorists of Tomorrow (1986) - cu Poul Anderson și Charles G. Waugh - Uncollected Stars (1986) - cu Piers Anthony, Barry N. Malzberg și Charles G. Waugh - Dragons and Dreams (1986) - cu Jane Yolen și Charles G. Waugh - Hitler Victorious (1986) - cu Gregory Benford - Strange Maine (1986) - cu Frank D. McSherry, Jr. și Charles G. Waugh - Time Wars (1986) - cu Charles G. Waugh și Poul Anderson - The Twelve Frights of Christmas (1986) - cu Carol-Lynn Rössel Waugh și Isaac Asimov - Worlds of If: A Retrospective Anthology (1986) - cu Joseph D. Olander și Frederik Pohl - 100 Great Fantasy Short Short Stories (1987) - cu Terry Carr și Isaac Asimov - Spaceships and Spells (1987) - cu Jane Yolen și Charles G. Waugh - Neanderthals: Isaac Asimov's Wonderful Worlds of Science Fiction (1987) - cu Robert Silverberg și Charles G. Waugh - Robert Adams' Book of Alternate Worlds (1987) - cu Robert Adams și Pamela Crippen Adams - Vamps: An Anthology of Female Vampire Stories (1987) - cu Charles G. Waugh - Amazing Science Fiction Anthology: The War Years 1936-1945 (1987) - Amazing Science Fiction Anthology: The Wild Years 1946-1955 (1987) - Amazing Science Fiction Anthology: The Wonder Years 1926-1935 (1987) - Fantastic Stories: Tales of the Weird & Wondrous (1987) - cu Patrick Lucien Price - 101 Science Fiction Stories (1987) - cu Jenny-Lynn Waugh și Charles G. Waugh - Rod Serling's Night Gallery Reader (1987) - cu Carol Serling și Charles G. Waugh - Cinemonsters (1987) - cu Frank D. McSherry, Jr. și Charles G. Waugh - 13 Short Horror Novels (1987) - cu Charles G. Waugh - Nightmares in Dixie: Thirteen Horror Tales from the American South (1987) - cu Charles G. Waugh și Frank D. McSherry, Jr. - House Shudders (1987) - cu Charles G. Waugh - Battlefields Beyond Tomorrow: Science Fiction War Stories (1987) - cu Charles G. Waugh - Red Jack (1988) - cu Charles G. Waugh și Frank D. McSherry, Jr. - Unknown Worlds: Tales from Beyond (1988) - cu Stanley Schmidt - Werewolves: A Collection of Original Stories (1988) - cu Jane Yolen - Encounters (1988) - cu Isaac Asimov și Charles G. Waugh - Science Fiction: The Science Fiction Research Association Anthology (1988) - cu Charles G. Waugh și Patricia S. Warrick - Nuclear War (1988) - cu Gregory Benford - Weird Tales: 32 Unearthed Terrors (1988) - cu Robert Weinberg și Stefan Dziemianowicz - Haunted New England: Classic Tales of the Strange and Supernatural (1988) - cu Frank D. McSherry, Jr. și Charles G. Waugh - 14 Vicious Valentines (1988) - cu Charles G. Waugh și Rosalind M. Greenberg - Hunger for Horror (1988) - cu Robert Adams și Pamela Crippen Adams - Space Wars (1988) - cu Charles G. Waugh și Poul Anderson - Yankee Witches (1988) - cu Frank D. McSherry, Jr. și Charles G. Waugh - Robert Adams' Book of Soldiers (1988) - cu Robert Adams și Pamela Crippen Adams - Pirate Ghosts of the American Coast: Stories of Hauntings at Sea (1988) - cu Charles G. Waugh și Frank D. McSherry, Jr. - Foundation's Friends: Stories in Honor of Isaac Asimov (1989) ro. Prietenii Fundației - editura Nemira, 1995 - Stalkers: All New Tales of Terror and Suspense (1989) - cu Ed Gorman - The Best Japanese Science Fiction Stories (1989) - cu John L. Apostolou - Things That Go Bump in the Night (1989) - cu Jane Yolen - Tales of the Occult (1989) - cu Isaac Asimov și Charles G. Waugh - Visions of Fantasy: Tales from the Masters (1989) - cu Isaac Asimov - Space Gladiators (1989) - cu Charles G. Waugh și David Drake - Space Infantry (1989) - cu David Drake și Charles G. Waugh - East Coast Ghosts (1989) - cu Charles G. Waugh - Phantoms (1989) - cu Rosalind M. Greenberg - Urban Horrors (1990) - cu William F. Nolan - Space Dreadnoughts (1990) - cu David Drake și Charles G. Waugh - The Eternal City (1990) - cu David Drake și Charles G. Waugh - Cosmic Critiques: How & Why Ten Science Fiction Stories Work (1990) - cu Ansen Dibell și Isaac Asimov - Cults of Horror (1990) - cu Charles G. Waugh - Christmas on Ganymede and Other Stories (1990) - Mummy Stories (1990) - Devil Worshippers (1990) - cu Charles G. Waugh - Rivals of Weird Tales (1990) - cu Stefan Dziemianowicz și Robert Weinberg - The Fantastic World War II (1990) - cu Frank D. McSherry, Jr. și Charles G. Waugh - Lovecraft's Legacy (1990) - cu Robert Weinberg - Back from the Dead (1991) - cu Charles G. Waugh - New Stories from the Twilight Zone (1991) - Invitation to Murder (1991) - cu Ed Gorman - Famous Fantastic Mysteries (1991) - cu Stefan Dziemianowicz și Robert Weinberg - Vampires: A Collection of Original Stories (1991) - cu Jane Yolen - Smart Dragons, Foolish Elves (1991) - cu Alan Dean Foster - Robot Warriors (1991) - cu Charles G. Waugh - Civil War Ghosts (1991) - cu Charles G. Waugh și Frank D. McSherry, Jr. | - Nightmares on Elm Street: Freddy Krueger's Seven Sweetest Dreams (1991) - The Fantastic Adventures of Robin Hood (1991) - The Horror Hall of Fame (1991) - cu Robert Silverberg - Fantastic Chicago (1991) - Great American Ghost Stories (1991) - cu Charles G. Waugh și Frank D. McSherry, Jr. - The Bradbury Chronicles: Stories in Honor of Ray Bradbury (1991) - și William F. Nolan - Aladdin: Master of the Lamp (1992) - cu Mike Resnick - A Taste for Blood (1992) - Dracula: Prince of Darkness (1992) - The Giant Book of Science Fiction Stories (1992) - cu Charles G. Waugh și Jenny-Lynn Waugh - War With the Robots: 28 of the Best Short Stories by the Greatest Names in 20th Century Science Fiction (1992) - cu Patricia S. Warrick și Isaac Asimov - Space Dogfights (1992) - cu Charles G. Waugh - After the King: Stories in Honor of J. R. R. Tolkien (1992) - Murasaki (1992) - cu Robert Silverberg - Weird Vampire Tales (1992) - cu Robert Weinberg și Stefan Dziemianowicz - Christmas Bestiary (1992) - cu Rosalind M. Greenberg - Christmas Ghosts (1993) - cu Mike Resnick - Confederacy of the Dead (1993) - cu Richard Gilliam și Edward E. Kramer - Frankenstein: The Monster Wakes (1993) - 100 Ghastly Little Ghost Stories (1993) - cu Stefan Dziemianowicz și Robert Weinberg - Predators (1993) - cu Ed Gorman - To Sleep, Perchance to Dream... Nightmare (1993) - cu Robert Weinberg și Stefan Dziemianowicz - The Mists from Beyond (1993) - cu Robert Weinberg și Stefan Dziemianowicz - 100 Hair Raising Little Horror Stories (1993) - cu Al Sarrantonio - Nursery Crimes (1993) - cu Stefan Dziemianowicz și Robert Weinberg - A Newbery Halloween (1993) - cu Charles G. Waugh - Lighthouse Horrors (1993) - cu Charles G. Waugh și Jenny-Lynn Azarian - Alien Pregnant By Elvis (1994) - cu Esther M. Friesner - By Any Other Fame (1994) - cu Mike Resnick - Weird Tales from Shakespeare (1994) - cu Katharine Kerr - Deals with the Devil (1994) - cu Mike Resnick și Loren D. Estleman - Grails: Quests of the Dawn (1994) - cu Richard Gilliam și Edward E. Kramer - Grails: Visitations of the Night (1994) - cu Richard Gilliam și Edward E. Kramer - Nebula Award-Winning Novellas (1994) - 100 Creepy Little Creature Stories (1994) - cu Robert Weinberg și Stefan Dziemianowicz - Sea-Cursed (1994) - cu T. Liam McDonald și Stefan Dziemianowicz - 100 Wild Little Weird Tales (1994) - cu Robert Weinberg și Stefan Dziemianowicz - Sisters of the Night (1995) - cu Barbara Hambly - The Haunted House: A Collection of Original Stories (1995) - cu Jane Yolen - Forbidden Acts (1995) - cu Nancy A. Collins și Edward E. Kramer - Dark Love (1995) - cu Nancy A. Collins și Edward E. Kramer - Peter S. Beagle's Immortal Unicorn (1995) - cu Peter S. Beagle și Janet Berliner - 100 Wicked Little Witch Stories (1995) - cu Stefan Dziemianowicz și Robert Weinberg - New Legends (1995) - cu Greg Bear - Enchanted Forests (1995) - cu Katharine Kerr - Desire Burn (1995) - cu Janet Berliner și Uwe Luserke - The Book of Kings (1995) - cu Richard Gilliam - Excalibur (1995) - cu Richard Gilliam și Edward E. Kramer - Ancient Enchantresses (1995) - cu Richard Gilliam și Kathleen M. Massie-Ferch - Blood Muse (1995) - cu Esther M. Friesner - 100 Vicious Little Vampire Stories (1995) - cu Stefan Dziemianowicz și Robert Weinberg - The Secret Prophecies of Nostradamus (1995) - cu Cynthia Sternau - Warriors of Blood and Dream (1995) - cu Roger Zelazny - Celebrity Vampires (1995) - Werewolves (1995) - Vampire Detectives (1995) - Great Writers & Kids Write Spooky Stories (1995) - cu Jill M. Morgan și Robert Weinberg - Sherlock Holmes in Orbit (1995) - cu Mike Resnick - Between Time and Terror (1995) - cu Robert Weinberg și Stefan Dziemianowicz - 100 Astounding Little Alien Stories (1996) - cu Robert Weinberg și Stefan Dziemianowicz - Dinosaurs (1996) - Phantoms of the Night (1996) - cu Richard Gilliam - The Time of the Vampires (1996) - cu P. N. Elrod - Future Net (1996) - cu Larry Segriff - Return to Avalon (1996) - cu Jennifer Roberson - Night Screams (1996) - cu Ed Gorman - Miskatonic University (1996) - cu Robert Weinberg - White House Horrors (1996) - It Came from the Drive-In (1996) - cu Norman Partridge - The Shimmering Door (1996) - cu Katharine Kerr - A Century of Horror 1970-1979 (1996) - cu David Drake - Warrior Enchantresses (1996) - cu Kathleen M. Massie-Ferch - Rivals of Dracula (1996) - cu Robert Weinberg și Stefan Dziemianowicz - The Way It Wasn't: Great Science Fiction Stories of Alternate History (1996) - An Anthology of Angels (1996) - cu Larry Segriff și Ed Gorman - UFOs: The Greatest Stories (1996) - Virtuous Vampires (1996) - cu Stefan Dziemianowicz și Robert Weinberg - 100 Tiny Tales of Terror (1996) - cu Robert Weinberg și Stefan Dziemianowicz - Supernatural Sleuths: 14 Mysterious Stories of Uncanny Crime (1996) - cu Charles G. Waugh - The Fortune Teller (1997) - cu Lawrence Schimel - Elf Magic (1997) - First Contact (1997) - cu Larry Segriff - Dragons: The Greatest Stories (1997) - Vampires: The Greatest Stories (1997) - Return of the Dinosaurs (1997) - cu Mike Resnick - Sci Fi Private Eye (1997) - cu Charles G. Waugh - Haunted Houses: The Greatest Stories (1997) - Girls' Night Out: Twenty-Nine Female Vampire Stories (1997) - cu Stefan Dziemianowicz și Robert Weinberg - Screamplays (1997) - cu Richard T. Chizmar - 100 Fiendish Little Frightmares (1997) - cu Stefan Dziemianowicz și Robert Weinberg - Lord of the Fantastic: Stories in Honor of Roger Zelazny (1998) - The UFO Files (1998) - cu Ed Gorman - Dangerous Vegetables (1998) - cu Keith Laumer și Charles G. Waugh - Battle Magic (1998) - cu Larry Segriff - Armageddon (1998) - cu David Drake și Billie Sue Mosiman - Warrior Princesses (1998) - cu Elizabeth Ann Scarborough - Black Cats and Broken Mirrors (1998) - cu John Helfers - The Conspiracy Files (1998) - cu Scott H. Urban - 'Til Death Do Us Part (1998) - cu Jill M. Morgan - 100 Twisted Little Tales of Torment (1998) - cu Stefan Dziemianowicz și Robert Weinberg - Horrors! 365 Scary Stories: Get Your Daily Dose of Terror (1998) - cu Robert Weinberg și Stefan Dziemianowicz - 100 Menacing Little Murder Stories (1998) - cu Robert Weinberg și Stefan Dziemianowicz - The Reel Stuff (1998) - cu Brian M. Thomsen - Mob Magic (1998) - cu Brian M. Thomsen - Olympus (1998) - cu Bruce D. Arthurs - Once Upon a Crime (1998) - cu Ed Gorman - The Greatest Science Fiction Stories of the 20th Century (1998) - The Big Book of Noir (1998) - cu Lee Server și Ed Gorman - Peter S. Beagle's Immortal Unicorn Volume 1 (1998) - cu Peter S. Beagle și Janet Berliner - My Favorite Science Fiction Story (1999) - Cat Crimes Through Time (1999) - cu Ed Gorman și Larry Segriff - Merlin (1999) - Alien Abductions (1999) - cu John Helfers - Future Crimes (1999) - cu John Helfers - Children of the Night: Stories of Ghosts, Vampires, Werewolves, and "Lost Children" (1999) - Vampire Slayers: Stories of Those Who Dare to Take Back the Night (1999) - cu Elizabeth Ann Scarborough - Peter S. Beagle's Immortal Unicorn Volume 2 (1999) - cu Peter S. Beagle și Janet Berliner - Midnight Mass and Other Great Vampire Stories (1999) - 100 Hilarious Little Howlers (1999) - cu Stefan Dziemianowicz și Robert Weinberg - My Favorite Fantasy Story (2000) - Mardi Gras Madness: Tales of Terror and Mayhem in New Orleans (2000) - cu Russell Davis - Guardian Angels: Heart-Warming Stories of Divine Influence and Protection (2000) - Star Colonies (2000) - cu John Helfers și Ed Gorman - Far Frontiers (2000) - cu Larry Segriff - My Favorite Horror Story (2000) - cu Mike Baker - Guardsmen of Tomorrow (2000) - cu Larry Segriff - Single White Vampire Seeks Same (2001) - cu Brittiany A. Koren - Past Imperfect (2001) - cu Larry Segriff - The Further Adventures of Xena: Warrior Princess (2001) - The Mutant Files (2001) - cu John Helfers - Villains Victorious (2001) - cu John Helfers - The Best Military Science Fiction of the 20th Century (2001) - cu Harry Turtledove - Great Science Fiction Stories of 1939 (2001) - cu Isaac Asimov - Historical Hauntings (2001) - cu Jean Rabe - Oceans of Magic (2001) - cu Brian M. Thomsen - Pulp Masters (2001) - cu Ed Gorman - A Date Which Will Live in Infamy: An Anthology of Pearl Harbor Stories That Might Have Been (2001) - cu Brian M. Thomsen - The Best Alternate History Stories of the 20th Century (2001) - cu Harry Turtledove - Silicon Dreams (2001) - cu Larry Segriff - Once upon a Galaxy (2002) - cu Wil McCarthy și John Helfers - Oceans of Space (2002) - cu Brian M. Thomsen - Alternate Gettysburgs (2002) - cu Brian M. Thomsen - Sol's Children (2002) - cu Jean Rabe - Lighthouse Hauntings: 12 Original Tales of the Supernatural (2002) - cu Charles G. Waugh - Future Wars (2003) - cu Larry Segriff - The Repentant (2003) - cu Brian M. Thomsen - Horrors: The Scary Story Collection (2004) - cu Robert Weinberg și Stefan Dziemianowicz - Space Stations (2004) - cu John Helfers - Sirius: The Dog Star (2004) - cuz Alexander Potter - Faerie Tales (2004) - cu Russell Davis - Little Red Riding Hood in the Big Bad City (2004) - cu John Helfers - Haunted Holidays (2004) - cu Russell Davis - The Best Time Travel Stories of the 20th Century (2004) - cu Harry Turtledove - You Bet Your Planet (2005) - cu Brittiany A. Koren - Maiden, Matron, Crone (2005) - cu Kerrie Hughes - Gateways (2005) - In the Shadow of Evil (2005) - cu John Helfers - Magic Tails (2005) - cu Janet Pack - All Hell Breaking Loose (2005) - Millennium 3001 (2006) - cu Russell Davis - Ghosts in Baker Street (2006) - cu Jon Lellenberg și Daniel Stashower - Novel Ideas: Fantasy (2006) - cu Brian M. Thomsen - Slipstreams (2006) - cu John Helfers - Children of Magic (2006) - cu Kerrie Hughes - Fantasy Gone Wrong (2006) - cu Brittiany A. Koren - Women of the Night (2007) - Time Twisters (2007) - cu Jean Rabe - Future Weapons of War (2007) - cu Joe Haldeman - If I Were An Evil Overlord (2007) - cu Russell Davis - Places To Be, People To Kill (2007) - cu Brittiany A. Koren - Man vs. Machine (2007) - cu John Helfers - Pandora's Closet (2007) - cu Jean Rabe - Heroes In Training (2007) - cu Jim C. Hines - Wizards, Inc. (2007) - cu Loren L. Coleman - The Future We Wish We Had (2007) - cu Rebecca Lickiss - Something Magic This Way Comes (2008) - cu Sarah A. Hoyt - Future Americas (2008) - cu John Helfers - Hotter Than Hell (2008) - cu Kim Harrison - The Dimension Next Door (2008) - cu Kerrie Hughes - Imaginary Friends (2008) - cu John Marco - Better Off Undead (2008) - cu Daniel M. Hoyt - Catopolis (2008) - cu Janet Pack - Crime Spells (2009) - cu Loren L. Coleman - Terribly Twisted Tales (2009) - cu Jean Rabe - Zombie Raccoons & Killer Bunnies (2009) - cu Kerrie Hughes - Spells of the City (2009) - cu Jean Rabe - Louisiana Vampires (2010) - cu Lawrence Schimel - Vampires in Love: Stories With a Bite (2010) - cu Rosalind M. Greenberg - A Girl's Guide to Guns and Monsters (2010) - cu Kerrie Hughes - Timeshares (2010) - cu Jean Rabe - Full Moon City (2010) - cu Darrell Schweitzer - The End of the World: Stories of the Apocalypse (2010) - The Best Paranormal Crime Stories Ever Told (2010) - Steampunk'd (2010) - cu Jean Rabe - Love & Rockets (2010) - cu Kerrie Hughes - Boondocks Fantasy (2011) - cu Jean Rabe - Zombiesque (2011) - cu Stephen L. Antczak și James C. Bassett - Hot and Steamy: Tales of Steampunk Romance (2011) * cu Jean Rabe - Courts of the Fey (2011) - cu Russell Davis - Human for a Day (2011) - cu Jennifer Brozek - Westward Weird (2012) - cu Kerrie Hughes |

### Serii de non-ficțiune

#### Scriitori ai secolului XXI - cu Joseph D. Olander
| - Arthur C. Clarke (1977) - Isaac Asimov (1977) - Robert A. Heinlein (1978) | - Ursula K. Le Guin (1979) - Ray Bradbury (1980) - Philip K. Dick (1983) |

### Non-ficțiune
| - Fantastic Lives: Autobiographical Essays by Notable Science Fiction Writers (1981) - No Place Else: Explorations in Utopian and Dystopian Fiction (1983) - cu Joseph D. Olander și Eric S. Rabkin - The End of the World (1983) - cu Eric S. Rabkin și Joseph D. Olander - Science Fiction and Fantasy Series and Sequels: A Bibliography (1986) - cu Tim Cottrill și Charles G. Waugh | - The Legacy of Olaf Stapledon (1989) - cu Patrick A. McCarthy și Charles Elkins - Index to Crime and Mystery Anthologies (1990) - cu William Contento - Robert Silverberg's Many Trapdoors: Critical Essays on His Science Fiction (1992) - cu Charles L. Elkins - The Dean Koontz Companion (1994) - cu Ed Gorman și Bill Munster |